# Centro de Experimentación y Lanzamiento de Proyectiles Autopropulsados Chamical
El CELPA-I «Chamical» (Centro de Experimentación y Lanzamiento de Proyectiles Autopropulsados) es una unidad militar de la Fuerza Aérea Argentina (FAA) con asiento en Chamical, La Rioja. Es un centro de lanzamientos de vuelos aeroespaciales. Se lanzaron los cohetes Canopus II, Castor A, Centaure, Judi-Dart, Orion, Rigel y Boosted Dart.

## Ubicación
Posición geográfica: 30°08′00″S 66°19′38″O / -30.13333, -66.32722 a 450 m s. n. m.

## Historia
Estuvo operativo entre el 27 de abril de 1962 y el 20 de marzo de 1974.
En estos años se efectuaron experiencias con cohetes Canopus, Orión, Castor, Rigel y Nike-Apache, experiencias científicas tales como el Proyecto Exametnet, la Operación Nube de Sodio, y una activa campaña de lucha antigranizo, y lanzamiento de globos estratosféricos que se realizaban desde la zona de la estación aérea.
En diciembre de 1981, la instalación es redesignada como Base Aérea Militar, incluyendo a la zona de lanzamiento de cohetes como una unidad funcional interna de la misma.
El 11 de julio de 2011 se reactivó esta base nuevamente; se realizó el lanzamiento de un cohete Gradicom II, el cual llegó a 100 km de altura. Actualmente es utilizada para realizar pruebas de drones de la Fuerza Aérea.
En 2022 el ministro de Defensa impuso el nombre «Brigadier General Bartolomé de la Colina» al CELPA I.